# Souchon
Souchon – rzeka we Francji, przepływająca przez tereny departamentów Ain oraz Saona i Loara, o długości 9,5 km. Stanowi dopływ rzeki Sâne Vive.